# GP Ouest France-Plouay 2012

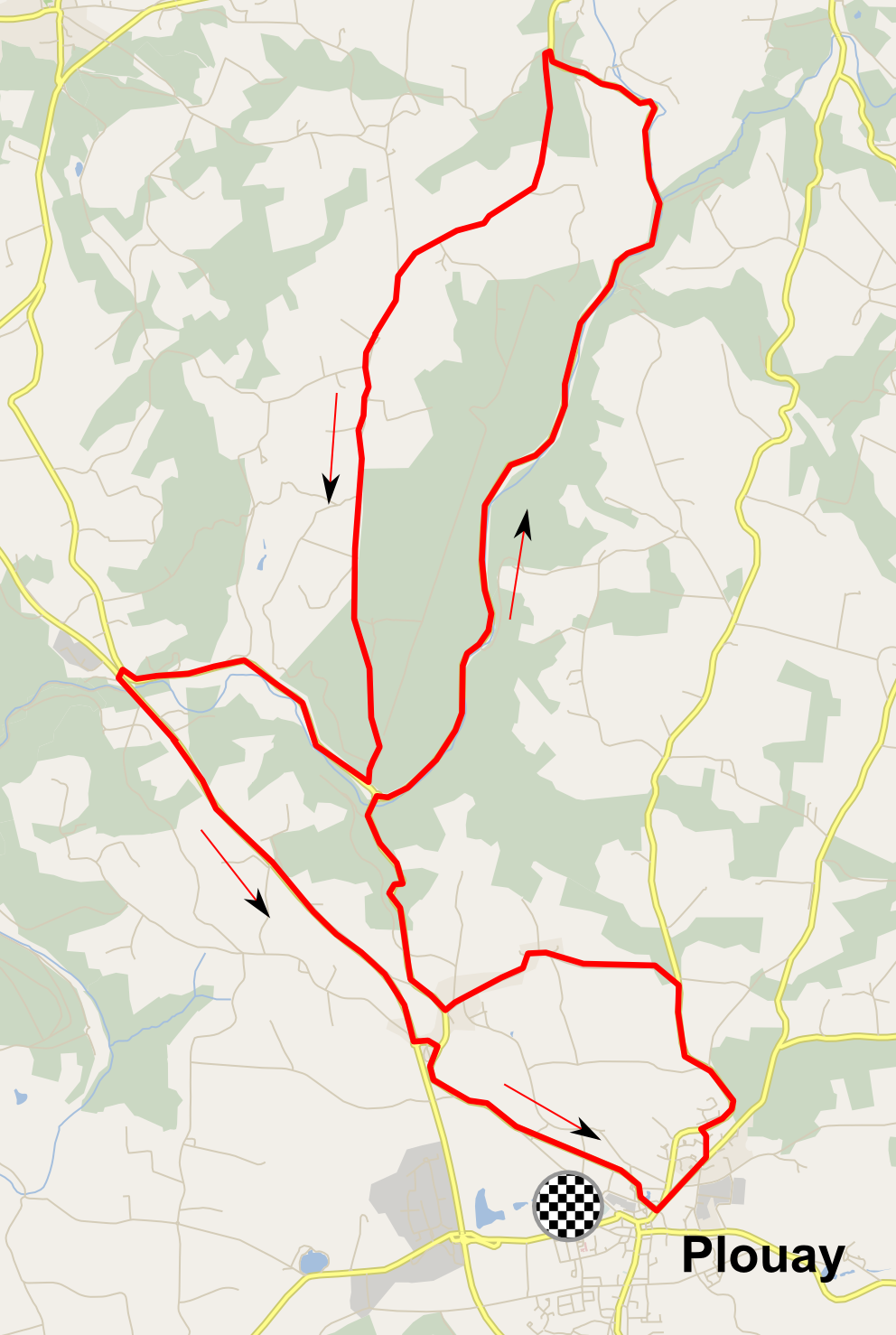
Recorregut del Grand Prix de 2012.

El GP Ouest France-Plouay 2012, 76a edició del GP Ouest France-Plouay, és una cursa ciclista que es disputà el 26 d'agost de 2012 pels voltants de Plouay, a la Bretanya. Es disputen 13 voltes a un circuit per completar un total de 243 km. El recorregut és bàsicament pla, amb algunes petites pujades que hauran de superar.
La cursa fou guanyada pel noruec Edvald Boasson Hagen (Team Sky), que s'imposà en solitari a la meta de Plouay, amb cinc segons sobre el portuguès Rui Costa (Movistar Team) que donà temps al grup principal.

## Equips participants
Els 18 equips de l'UCI World Tour 2011 són presents a la cursa, així com cinc equips continentals professionals: Team Europcar, Bretagne-Schuller, Cofidis, Team Europcar, Saur-Sojasun i Argos-Shimano.
| Núm.    | Codi | Equip                   |
| ------- | ---- | ----------------------- |
| 1-9     | LAM  | Lampre-ISD              |
| 11-19   | OGE  | Orica-GreenEDGE         |
| 21-29   | EUC  | Team Europcar           |
| 31-39   | FDJ  | FDJ-BigMat              |
| 41-49   | AST  | Astana Qazaqstan Team   |
| 51-59   | ALM  | AG2R La Mondiale        |
| 61-69   | MOV  | Movistar Team           |
| 71-79   | OPQ  | Omega Pharma-Quick Step |
| 81-89   | BMC  | BMC Racing Team         |
| 91-99   | KAT  | Team Katusha            |
| 101-109 | EUS  | Euskaltel–Euskadi       |
| 111-119 | RAB  | Rabobank ProTeam        |

| Núm.    | Codi | Equip               |
| ------- | ---- | ------------------- |
| 121-129 | SKY  | Team Sky            |
| 131-139 | RNT  | RadioShack-Nissan   |
| 141-149 | LIQ  | Liquigas-Cannondale |
| 151-159 | LTB  | Lotto-Belisol       |
| 161-169 | VCD  | Vacansoleil-DCM     |
| 171-179 | GRS  | Garmin-Sharp        |
| 181-189 | STB  | Team Saxo-Tinkoff   |
| 191-199 | BSC  | Bretagne-Schuller   |
| 201-209 | COF  | Cofidis             |
| 211-219 | SAU  | Saur-Sojasun        |
| 221-229 | ARG  | Argos-Shimano       |

## Classificació final
| #  | Ciclista                   | Equip                 | Temps      | Punts UCI |
| -- | -------------------------- | --------------------- | ---------- | --------- |
| 1  | Edvald Boasson Hagen (NOR) | Team Sky              | 5h 55' 28" | 80        |
| 2  | Rui Costa (POR)            | Movistar Team         | + 5"       | 60        |
| 3  | Heinrich Haussler (AUS)    | Garmin-Sharp          | + 5"       | 50        |
| 4  | Matthew Goss (AUS)         | Orica-GreenEDGE       | + 5"       | 40        |
| 5  | Jürgen Roelandts (BEL)     | Lotto-Belisol         | + 5"       | 30        |
| 6  | Marco Marcato (ITA)        | Vacansoleil-DCM       | + 5"       | 22        |
| 7  | Giacomo Nizzolo (ITA)      | RadioShack-Nissan     | + 5"       | 14        |
| 8  | Borut Božič (SVN)          | Astana Qazaqstan Team | + 5"       | 10        |
| 9  | Samuel Dumoulin (FRA)      | Cofidis               | + 5"       | –         |
| 10 | Luca Paolini (ITA)         | Team Katusha          | + 5"       | 2         |